# Volzhsky (huyện Volgograd)
Huyện Volzhsky (tiếng Nga: ? райо́н) là một huyện hành chính tự quản (raion), của Tỉnh Volgograd, Nga. Huyện có diện tích 183 km², dân số thời điểm ngày 1 tháng 1 năm 2000 là 286900 người. Trung tâm của huyện đóng ở Volzhsky.